# Rijn en Zon
Rijn en Zon is een korenmolen op de hoek van de Adelaarstraat en Merelstraat in de Utrechtse Vogelenbuurt.

## Geschiedenis
In de voorgeschiedenis van deze huidige molen telde de stad Utrecht in de bloeitijd tientallen molens. Vooral de verdedigingswerken rond de stad werden gebruikt als locatie voor molens. De storm van 1 augustus 1674  vernielde met een tornado tal van bouwwerken in de stad Utrecht. De ravage onder de molens was dusdanig dat er na de storm nog maar twee van de molens op de stadswallen overeind stonden.
De oorspronkelijke molen Rijn en Son werd in 1745 gebouwd op de stadswal aan het Paardenveld in opdracht van Govert van Rhijn en Bernardus Sonnenberg, naamgevers van de molen. Dit tweetal liet een gevelsteen aanbrengen voorzien van een stralende zon over een rivier met de tekst:
| A° 1745 DE.RYN.EN.SON.EEN SUYVERE.BRON MET.WARME.STRAALEE TOT.UTREGHTS.PRONCK,BELOFTE.SCHONCK OM.WEL.TE.MAALLEE GESTIGHT.DOOR.BN SONNEN.BERGH EN.GV VAN.REYN. C.E.B. |

Toen de gemeente plannen had voor een groenteveiling aan het Paardenveld, werd de Rijn en Son rond 1912 gesloopt. In diezelfde tijd onderging de naastgelegen molen De Meiboom ook dit lot.
In 1913 werd vervolgens een halve kilometer noordoostelijker een nieuwe molen, Rijn en Zon ditmaal genaamd, gebouwd aan de Adelaarstraat. Destijds verrees hij in een landelijke omgeving. Bij de bouw zijn onderdelen van De Meiboom en andere molens hergebruikt. Tijdens de bouw ging de aannemer failliet waarna de molenaar van de oude Rijn en Son, Jan Korevaar, deze taak op zich nam. Ongeveer een half miljoen bakstenen zijn in de molenromp verwerkt. Aan de basis heeft de romp een buitendiameter van ongeveer 14 meter. De afmeting van de vlucht is bijna 25 meter. De stelling bevindt zich op bijna 18 meter boven het straatniveau, de bovenzijde van de kap op zo'n 32 meter. Met zijn afmetingen behoort Rijn en Zon tot de vijf hoogste in Nederland en is binnen de provincie de hoogste. Korevaar gebruikte in zijn molen alle bekende ontwikkelingen in de molenbouw. Hij was tevens de molenaar van de nieuwe Rijn en Zon en zijn beide zoons zijn hem opgevolgd. Tijdens de oorlogsjaren speelde deze molen een belangrijke rol voor Utrechters die een zak graan hadden weten te bemachtigen.
Bij een storm op 1 maart 1949 sloeg de molen op hol en raakte dusdanig beschadigd dat die niet meer gekruid kon worden. Begin jaren 60 stond de molen mede vanwege een geplande stadsuitbreiding op de slooplijst, maar na vele bezwaren werd de molen aangekocht door de gemeente in 1974. Bij een storm in 1975 kwamen nog eens delen van de stelling naar beneden. Uiteindelijk werd de molen in 1977-1978 gerestaureerd en weer in bedrijf gesteld. Op straatniveau kwam een biologische winkel, de Korenschoof, die brood verkocht van het graan uit de molen. Later verhuisde deze winkel naar een pand verderop en wijzigde de naam in Rio de Bio. In de winkelruimte in de molen kwam een biologische slagerij. In 2011 kwam de molen door een gekraakt voeghout in de kap van de molen noodgedwongen stil te staan. Molenaar/molenmaker Jan Wilten startte in het najaar van 2014 een actie om de molen te restaureren. Hij kreeg in 2019 steun van de gemeenteraad. In september 2020 werd de molen weer in bedrijf gesteld.
Naast de Rijn en Zon is in de stad Utrecht uitsluitend nog de rond 1997 herbouwde zaagmolen De Ster te vinden.